# دوري نيكاراغوا لكرة القدم 2010–11
دوري نيكاراغوا لكرة القدم 2010–11 (بالإسبانية: Primera División de Nicaragua 2010-2011)‏ هو موسم من دوري نيكاراغوا لكرة القدم. كان عدد الأندية المشاركة فيه 8، وفاز فيه Real Estelí FC ‏.